# Andreas Putz (Offizier)
Andreas Putz (* 1956 in Bad Ischl) ist ein pensionierter österreichischer Offizier, zuletzt im Range eines Brigadiers.

## Leben
Nach der Matura in Bad Ischl wurde Putz Einjährig-Freiwilliger und anschließend Offiziersanwärter an der Theresianischen Militärakademie. Er musterte als Hubschrauberpilot und Schwarmkommandant aus und war schließlich zwischen 2008 und 2018 Kommandeur des Kommandos Luftunterstützung in Hörsching. Mit über 5300 Hubschrauber-Flugstunden war er auch ein erfahrener Pilot.